# Yoshi no Cookie: Kuruppon Oven de Cookie
Yoshi no Cookie: Kuruppon Oven de Cookie (ヨッシーのクッキー クルッポンオーブンでクッキー) est un réédition du jeu Yoshi's Cookie, sorti uniquement au Japon en 1994 pour la Super Famicom. Le jeu a été développé par National Human Electronics et édité par Bullet Proof Software, lancé en 1994 pour promouvoir le four Kuruppon. Seulement 500 exemplaires du jeu ont été produits, et il s’agit aujourd’hui d’objets de collection très coûteux. Aujourd'hui, le jeu se vend pour environ 2000 $ dans le marché japonais des jeux rétro.

## Mode de jeu
Yoshi se déplace sur une carte similaire à celle de Super Mario World, naviguant sur une petite île inconnue. En faisant des levés et en sélectionnant des zones, Yoshi peut traverser des ponts, sauter par-dessus des blocs et nager dans les cours d’eau. Tout au long de sa tournée, Yoshi enseigne des tutoriels de recettes dans les bâtiments locaux que les joueurs peuvent utiliser pour cuire des versions réelles des cookies du jeu, tels que les Checkerboard Cookies, les Heart Cookies et les Flower Cookies.